# Privacy
Privacy é uma plataforma online de conteúdo por assinatura que permite criadores venderem seus perfis para seus fãs no modelo recorrente mensal ou através do recurso pay-per-view. Popular na América Latina, a plataforma brasileira libera postagem de conteúdos exclusivos para seu público de criadores e assinantes.
Esse modelo de rede social por assinatura ganhou alcance com o crescimento da indústria do entretenimento erótico personalizado.

## História
A empresa, fundada em 2020 em São Paulo, está presente em alguns países da América Latina, como Brasil, Chile, Argentina, México, Peru e Colômbia. Em 2022, a plataforma alcançou a marca de 2 milhões de usuários ativos.

A plataforma vem se popularizando entre famosos e subcelebridades que buscam diversificar sua fonte de renda.

## Modelo de negócio
Influenciadores e criadores de conteúdo podem escolher o valor que desejam cobrar por assinatura, desde que tenham sua conta aprovada, comprovando ser maior de idade. O material comercializado não se restringe exclusivamente a conteúdo adulto, e as publicações variam entre fotos, vídeos, textos e áudios, possibilitando o criador ter variedade no compartilhamento com seus seguidores, apesar da imensa maioria do conteúdo da plataforma ter caráter pornográfico.
O criador paga uma taxa de 20% sobre todas as vendas realizadas dentro da plataforma, assinaturas, conteúdos pagos ou transferências realizadas por chats.